# Vila Verde de Ficalho
Vila Verde de Ficalho, häufig nur Ficalho, ist eine Kleinstadt und Gemeinde in der portugiesischen Region Alentejo. Die Gemeinde grenzt direkt an Spanien.
Der französische Ethnologe Michel Giacometti kam mehrmals hierher, um traditionelles Liedgut aufzunehmen und zu katalogisieren, u. a. in den 1970er Jahren mit dem Regisseur Alfredo Tropa für die Fernsehsendung Povo que Canta des portugiesischen Senders RTP.
Bekannt ist auch der hiesige, 1937 gegründete Männerchor Grupo coral „Os Arraianos de Ficalho“. Der Chor pflegt den Cante Alentejano, ein seit 2014 in die UNESCO-Liste des immateriellen Kulturerbes der Menschheit aufgenommener, traditioneller Gesangsstil des Alentejo. Zu den Festlichkeiten in Erinnerung an Giacometti in Vila Verde de Ficalho 2014 sangen auch die Arraianos de Ficalho.

## Geschichte
Einige Funde belegen die Anwesenheit des Menschen seit der Altsteinzeit. Bedeutender sind die Ausgrabungen und Funde aus römischer Zeit. Möglicherweise geht auch der Ortsname auf die Römer zurück, sollte Ficalho sich tatsächlich aus den lateinischen Begriffen Finis (für Ende) und Callium (für Weg oder Tierpfad) entwickelt haben.
Die heutige Ortschaft entstand 1232 im Zuge der Neubesiedlungen nach der Reconquista unter König D. Sancho II.
Ficalho blieb Sitz eines eigenen Landkreises, bis zu den Verwaltungsreformen nach der Liberalen Revolution 1822 und dem folgenden Miguelistenkrieg. 1836 wurde der Kreis Ficalho dabei aufgelöst und seine einzige, gleichnamige Gemeinde dem Kreis Serpa angegliedert.

## Verwaltung
Vila Verde de Ficalho ist Sitz einer gleichnamigen Gemeinde (Freguesia) im Kreis (Concelho) von Serpa im Distrikt Beja. Sie hat eine Fläche von 105,4 km² und 1255 Einwohner (Stand 19. April 2021). Dies ergibt eine Bevölkerungsdichte von 11,9 Einw./km².
Folgende Ortschaften liegen in der Gemeinde:
- Ferradura Nova
- Herdade das Bernardas
- Monte de Santa Maria
- Vale de Ervanços
- Vila Verde de Ficalho

## Wirtschaft
Die Gemeinde ist landwirtschaftlich geprägt, insbesondere durch die landschaftlich markanten Olivenhaine. Bekannt ist sie seit je her für ihr Olivenöl, ihren portugiesischen Wein und den hiesigen Honig. Das Wappen Ficalhos zeigt entsprechend eine Honigbiene und Olivenbaumzweige.
Inzwischen spielt auch der Fremdenverkehr eine Rolle, wenn auch erst gering. Er wird vor allem in Form von kleinen Häusern des Turismo rural in restaurierten Höfen oder Landhäusern betrieben, die Bezug auf die lokalen ländlichen Traditionen nehmen und teils zusammen mit nachhaltigen landwirtschaftlichen Projekten geführt werden.